# Giorgio Ghezzi
Giorgio Ghezzi (Cesenatico, 11 luglio 1930 – Forlì, 12 dicembre 1990) è stato un allenatore di calcio e calciatore italiano, di ruolo portiere.

## Biografia
Sin dal 1956 Ghezzi aveva intrapreso la strada di imprenditore turistico, costruendo a Cesenatico un hotel a cui diede il nome di Internazionale in omaggio all’Inter che era la sua squadra del cuore; a partire dal 1967, tornato stabilmente in Romagna, curò esclusivamente questa attività. Nel 1968 nel seminterrato dell'hotel Ghezzi realizzò un'altra importante struttura: un locale nel quale si esibivano i più importanti artisti e cabarettisti dell'epoca. Successivamente, nel 1974, inaugurò anche un bagno attrezzato sul lungomare antistante l'hotel. Negli anni Ghezzi ricevette la visita di molti suoi ex compagni di squadra (fra i quali Angelillo, Rivera, Lorenzi, Altafini, Brighenti) contribuendo a fare di Cesenatico una meta mondana esclusiva, non solo in ambiente calcistico.
Ghezzi ha anche svolto una breve attività di amministratore pubblico, venendo eletto nelle liste del PCI in consiglio comunale a Cesenatico nel 1988. È deceduto nel 1990 a sessant'anni di età, a seguito di un attacco cardiaco.
È passata alla storia la sua rivalità sportiva con Lorenzo Buffon, che, come Ghezzi, giocò in Inter, Genoa e Milan, ma invertendo la sequenza. Tra i due vi furono incroci anche nella vita privata: Buffon sposò la soubrette Edy Campagnoli, che era stata la fidanzata di Ghezzi.

## Caratteristiche tecniche
Le sue uscite tempestive e spericolate gli valsero il soprannome di kamikaze. Nonostante il coraggio e la spettacolarità negli interventi, talvolta tradiva una certa emotività.

## Carriera

### Giocatore

#### Club

##### Inizi
Inizia nella squadra del suo paese, Cesenatico, esordendo a 16 anni nel 1946 tra i dilettanti. L'anno successivo passa al Rimini in Serie C e giovanissimo, non ancora diciottenne, esordisce in Serie C difendendo la porta dei biancorossi a Senigallia il 26 ottobre 1947 con una vittoria dei riminesi per 3 a 1. L'anno successivo ad allenare il Rimini arriva Guido Masetti ed è proprio l'ex portiere romanista e della Nazionale a rendersi conto delle grandi potenzialità di Ghezzi e, dopo un altro campionato di C, ne favorisce, nel 1949, il passaggio al Modena in Serie B, con cui militò due stagioni per un totale di 62 gare. Messosi in luce come uno dei migliori portieri della serie cadetta, attira l'interesse della Juventus, che sin dal 1950 lo fa seguire dal proprio osservatore Virginio Rosetta, ma a Torino tentennano e, concluso il secondo campionato a Modena, nel 1951 Ghezzi passa all'Inter.

##### Inter
A Milano la partenza non è semplice: trova come allenatore un altro grande portiere del passato, Aldo Olivieri, che spesso lo alterna all'altro portiere, Livio Puccioni. Ghezzi comunque esordisce in Serie A con l'Inter, nel campionato 1951-52, il 21 ottobre contro il Legnano. La svolta per il romagnolo avviene l'anno successivo con l'arrivo di Alfredo Foni, che lo promuove definitivamente titolare. Ghezzi vince i due storici scudetti del 1952-53 e 1953-54.
Resta a Milano sino al campionato 1957-58.

##### Genoa e Milan

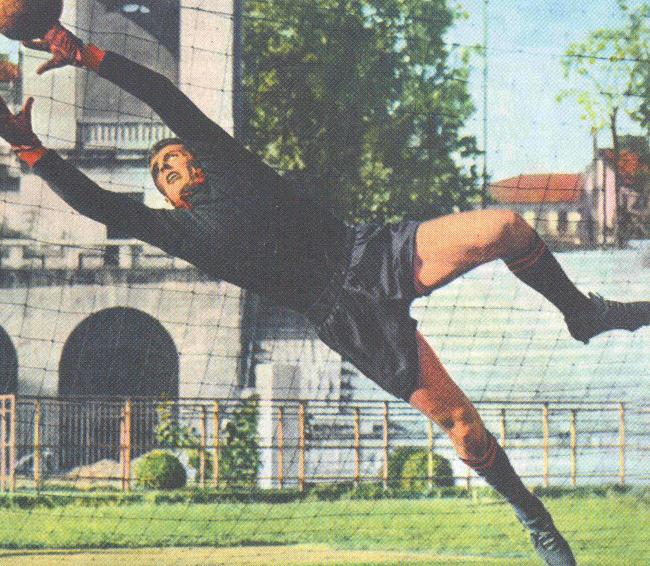
Ghezzi si esibisce in una parata in tuffo durante un allenamento con il Milan all'Arena Civica.

Ghezzi giocherà quindi con il Genoa nel 1958-59, mentre nel 1959 passerà al Milan in cambio di Lorenzo Buffon: dopo alcune difficoltà iniziali con Giuseppe Viani e Luigi Bonizzoni che spesso gli preferiscono Luciano Alfieri, con l'avvento di Nereo Rocco diverrà un punto fermo dei milanisti, con cui raccoglierà altri importanti successi, che includono uno scudetto nel campionato 1961-62 ed una Coppa dei Campioni, la prima conquistata da una squadra italiana, contro il Benfica di Eusébio. Con il Milan perderà invece la Coppa Intercontinentale 1963, vinta dal Santos nella terza sfida, dopo che le gare di andata e ritorno si erano concluse entrambe sul risultato di 4-2 (prima per il Milan, poi per il Santos).
L'ultima gara giocata da Ghezzi con il Milan ed in Serie A è quella del 4 aprile 1965 a Firenze contro la Fiorentina. In totale furono 144 le partite ufficiali da lui disputate con la maglia rossonera. Ghezzi si ritirò pertanto dal calcio giocato a 35 anni, dopo 341 presenze nella massima serie.

#### Nazionale

Ghezzi (in piedi, terzo da destra) con la nazionale italiana nel 1956

Conta 6 presenze nella nazionale italiana, con 8 reti subìte.
Esordisce l'11 aprile 1954 contro la Francia e nello stesso anno prende parte al Mondiale, scendendo in campo in due occasioni. Nel 1956 disputa anche due gare di Coppa Internazionale. Rimasto fuori dal giro azzurro per più di quattro anni, il 25 aprile 1961 gioca un'ultima partita, la vittoriosa amichevole contro l'Irlanda del Nord.

### Allenatore
Dall'aprile 1966 Ghezzi guidò, in coppia con Luigi Bonizzoni, il Genoa militante in cadetteria. Nella prima stagione chiuse l'annata al quinto posto finale, a due punti dal Mantova, promosso in massima serie, mentre nella seguente, visti gli alterni risultati dei rossoblù ed a seguito di contrasti con la società, Ghezzi diede le dimissioni nel gennaio 1967 venendo sostituito da Paolo Tabanelli.
L'ex calciatore del Genoa Carlo Petrini, membro dell'Associazione vittime del doping, ha negli anni più volte accusato Ghezzi di aver sottoposto i calciatori rossoblù a iniezioni di sostanze dopanti.

## Statistiche

### Presenze e reti nei club
| Stagione        | Squadra         | Campionato      | Campionato | Campionato | Coppe nazionali | Coppe nazionali | Coppe nazionali | Coppe continentali | Coppe continentali | Coppe continentali | Altre coppe | Altre coppe | Altre coppe | Totale | Totale |
| Stagione        | Squadra         | Comp            | Pres       | Reti       | Comp            | Pres            | Reti            | Comp               | Pres               | Reti               | Comp        | Pres        | Reti        | Pres   | Reti   |
| --------------- | --------------- | --------------- | ---------- | ---------- | --------------- | --------------- | --------------- | ------------------ | ------------------ | ------------------ | ----------- | ----------- | ----------- | ------ | ------ |
| 1947-1948       | Rimini          | C               | ?          | ?          | -               | -               | -               | -                  | -                  | -                  | -           | -           | -           | ?      | ?      |
| 1948-1949       | Rimini          | C               | ?          | ?          | -               | -               | -               | -                  | -                  | -                  | -           | -           | -           | ?      | ?      |
| Totale Rimini   | Totale Rimini   | Totale Rimini   | 44         | ?          |                 | -               | -               |                    | -                  | -                  |             | -           | -           | 44     | ?      |
| 1949-1950       | Modena          | B               | 27         | -25        | -               | -               | -               | -                  | -                  | -                  | -           | -           | -           | 27     | -25    |
| 1950-1951       | Modena          | B               | 35         | -39        | -               | -               | -               | -                  | -                  | -                  | -           | -           | -           | 35     | -39    |
| Totale Modena   | Totale Modena   | Totale Modena   | 62         | -64        |                 | -               | -               |                    | -                  | -                  |             | -           | -           | 62     | -64    |
| 1951-1952       | Inter           | A               | 18         | -25        | -               | -               | -               | -                  | -                  | -                  | -           | -           | -           | 18     | -25    |
| 1952-1953       | Inter           | A               | 34         | -24        | -               | -               | -               | -                  | -                  | -                  | -           | -           | -           | 34     | -24    |
| 1953-1954       | Inter           | A               | 34         | -32        | -               | -               | -               | -                  | -                  | -                  | -           | -           | -           | 34     | -32    |
| 1954-1955       | Inter           | A               | 26         | -40        | -               | -               | -               | -                  | -                  | -                  | -           | -           | -           | 26     | -40    |
| 1955-1956       | Inter           | A               | 33         | -36        | -               | -               | -               | CdF                | 2                  | 0                  | -           | -           | -           | 35     | -36    |
| 1956-1957       | Inter           | A               | 24         | -33        | -               | -               | -               | CdF                | 1                  | -2                 | -           | -           | -           | 25     | -35    |
| 1957-1958       | Inter           | A               | 17         | -20        | CI              | 2               | -7              | -                  | -                  | -                  | -           | -           | -           | 19     | -27    |
| Totale Inter    | Totale Inter    | Totale Inter    | 186        | -210       |                 | 2               | -7              |                    | 3                  | -2                 |             | -           | -           | 191    | -219   |
| 1958-1959       | Genoa           | A               | 32         | -55        | CI              | 2               | -3              | -                  | -                  | -                  | -           | -           | -           | 34+    | -58+   |
| 1959-1960       | Milan           | A               | 18         | -17        | CI              | 0               | 0               | CC                 | 1                  | -2                 | CA          | 2           | -3          | 21     | -22    |
| 1960-1961       | Milan           | A               | 32         | -37        | CI              | 1               | -3              | -                  | -                  | -                  | CA          | 2           | -2          | 35     | -42    |
| 1961-1962       | Milan           | A               | 27         | -27        | CI              | 1               | 0               | CdF                | 0                  | 0                  | CA          | 3           | -3          | 31     | -30    |
| 1962-1963       | Milan           | A               | 26         | -19        | CI              | 1               | 0               | CC                 | 7                  | -6                 | CA          | 0           | 0           | 34     | -25    |
| 1963-1964       | Milan           | A               | 14         | -13        | CI              | 0               | 0               | CC                 | 1                  | 0                  | CInt        | 2           | -6          | 17     | -19    |
| 1964-1965       | Milan           | A               | 6          | -5         | CI              | 0               | 0               | CdF                | 0                  | 0                  | -           | -           | -           | 6      | -5     |
| Totale Milan    | Totale Milan    | Totale Milan    | 123        | -118       |                 | 3               | -3              |                    | 9                  | -8                 |             | 9           | -14         | 144    | -143   |
| Totale carriera | Totale carriera | Totale carriera | 447        | -447+      |                 | 7               | -13             |                    | 12                 | -10                |             | 9           | -14         | 475+   | -484+  |

### Cronologia presenze e reti in nazionale
| Cronologia completa delle presenze e delle reti in nazionale ― Italia | Cronologia completa delle presenze e delle reti in nazionale ― Italia | Cronologia completa delle presenze e delle reti in nazionale ― Italia | Cronologia completa delle presenze e delle reti in nazionale ― Italia | Cronologia completa delle presenze e delle reti in nazionale ― Italia | Cronologia completa delle presenze e delle reti in nazionale ― Italia | Cronologia completa delle presenze e delle reti in nazionale ― Italia | Cronologia completa delle presenze e delle reti in nazionale ― Italia |
| Data                                                                  | Città                                                                 | In casa                                                               | Risultato                                                             | Ospiti                                                                | Competizione                                                          | Reti                                                                  | Note                                                                  |
| --------------------------------------------------------------------- | --------------------------------------------------------------------- | --------------------------------------------------------------------- | --------------------------------------------------------------------- | --------------------------------------------------------------------- | --------------------------------------------------------------------- | --------------------------------------------------------------------- | --------------------------------------------------------------------- |
| 11-4-1954                                                             | Parigi                                                                | Francia                                                               | 1 – 3                                                                 | Italia                                                                | Amichevole                                                            | -1                                                                    |                                                                       |
| 17-6-1954                                                             | Losanna                                                               | Svizzera                                                              | 2 – 1                                                                 | Italia                                                                | Mondiali 1954 - 1º turno                                              | -2                                                                    |                                                                       |
| 20-6-1954                                                             | Lugano                                                                | Belgio                                                                | 1 – 4                                                                 | Italia                                                                | Mondiali 1954 - 1º turno                                              | -1                                                                    |                                                                       |
| 11-11-1956                                                            | Berna                                                                 | Svizzera                                                              | 1 – 1                                                                 | Italia                                                                | Coppa Internazionale                                                  | -1                                                                    |                                                                       |
| 9-12-1956                                                             | Genova                                                                | Italia                                                                | 2 – 1                                                                 | Austria                                                               | Coppa Internazionale                                                  | -1                                                                    |                                                                       |
| 25-4-1961                                                             | Bologna                                                               | Italia                                                                | 3 – 2                                                                 | Irlanda del Nord                                                      | Amichevole                                                            | -2                                                                    |                                                                       |
| Totale                                                                |                                                                       | Presenze                                                              | 6                                                                     |                                                                       | Reti                                                                  | -8                                                                    |                                                                       |

## Palmarès

### Club

#### Competizioni nazionali
- Campionato italiano: 3

Inter: 1952-1953, 1953-1954
Milan: 1961-1962

#### Competizioni internazionali
- Coppa dei Campioni: 1

Milan: 1962-1963